# Private Waldschule Kaliski

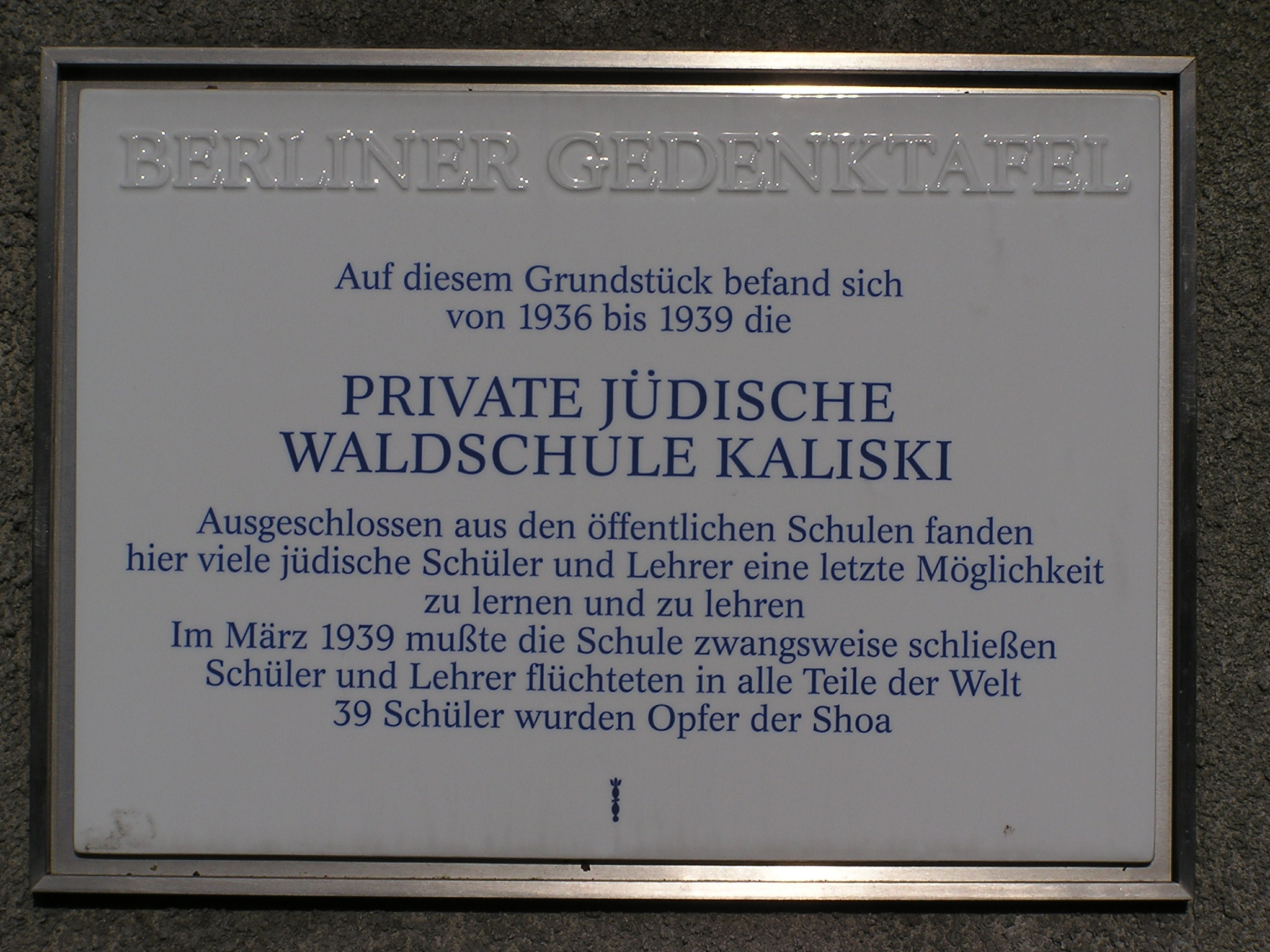
Berliner Gedenktafel für die Private Jüdische Waldschule Kaliski Im Dol 2–6

Die Private Waldschule Kaliski („PriWaKi“) war ein konfessionell ungebundenes, reformpädagogisch orientiertes, privates Tagesinternat (Ganztagsschule) für Mädchen und Jungen im Sinne der damals noch modernen Koedukation, das am 7. April 1932 in Berlin im Eichkamp gegründet wurde. Es zog schon 1933 nach Grunewald und wurde 1936 nach Dahlem verlegt. Seinen Namen erhielt es nach seiner Gründerin und Betreiberin Lotte Kaliski.

## Geschichte
„Raus aus der Stadt – Lernen in der freien Natur, mit viel Bewegung und Sport.“ So lautete ein reformpädagogischer Ansatz des frühen 20. Jahrhunderts, der insbesondere so mancher privaten Schule den Kurs vorgab. Sie nannten sich folgerichtig „Waldschule“, um dies kenntlich zu machen. Der Gründerin, der jungen Breslauer Mathematik- und Physik-Lehrerin Lotte Kaliski, bot dieser Ansatz eine berufliche Perspektive. Sie hätte wegen ihrer durch Kinderlähmung bedingten Gehbehinderung zur damaligen Zeit mit hoher Wahrscheinlichkeit keine Anstellung an öffentlichen (staatlichen) Schulen gefunden.
Ein Unterricht im Freien, geringe Klassengrößen für eine individuelle Betreuung, körperliche Betätigung inklusive Gartenpflege und die Lage in Waldnähe erschienen vielen Schülern und Eltern als attraktive Alternative zu einer staatlichen Schule im Häusermeer der Reichshauptstadt. Im Zusammenhang mit einigen prägenden Lehrergestalten der PriWaKi verweist Werner Fölling auch auf Kunst und Kultur als besondere Schwerpunkte der Schule. „In der Tat waren Jacob, dessen Erziehungsphilosophie sich unschwer mit den Ideen der Neuen Erziehung in Einklang bringen läßt, und der Musiklehrer Jospe diejenigen, die in ganz besonderer Weise die Kunst (Theater, Musik) und das Gemeinschaftsleben in der PriWaKi beseelt haben und damit der Schule ihre unverwechselbare Identität gaben. Hinzuzuzählen wäre – besonders für die Grundschulkinder – Ruth Ehrmann. Diese Lehrer fanden im Medium der Kunst einen pädagogisch geglückten und in den Methoden wenig verkrampften und konstruiert wirkenden Zugang zum Judentum, wobei auch Palästina und das Ostjudentum nicht ausgespart wurden.“

### Westend, Eichkamp (SCC)
Die noch in der Weimarer Republik in kleinem Rahmen zunächst mit 26 Schülern gestartete Private Waldschule Kaliski wurde quasi im letzten Moment gegründet. Schon im darauffolgenden Jahr wäre dies nicht mehr gelungen. Die Eigenwilligkeit und der Mut von Lotte Kaliski hatte dies ermöglicht, aber auch die Durchsetzungsfähigkeit und das Verhandlungsgeschick ihres Compagnons Heinrich Selver gegenüber den Behörden und deren vielen Dienststellen. Paul Jacob wiederum war zusammen mit einigen seiner Kollegen der soziale und emotionale Anker des Schulteams und galt den Schülern nicht zuletzt deshalb als wohl beliebtester aller Lehrer.
Die noch kleine Schule durfte in den angemieteten Räumen des Sport-Clubs Charlottenburg in den Tribünengebäuden des Mommsenstadions nicht lange unterrichten. Der SCC, der sich in Zeiten der Weltwirtschaftskrise mit dem Stadionbau finanziell übernommen hatte, hatte das Stadion inzwischen an die Stadt Berlin übergeben. Diese kündigte 1933 der Waldschule Kaliski, um die von ihr genutzten Räume für das Mommsen-Gymnasium zu nutzen.

### Grunewald, Bismarckallee 35/37
Die von den Schülern „PriWaKi“ genannte Schule zog aufgrund der Kündigung ihres bisherigen Domizils notgedrungen und kurzfristig zum Oktober 1933 in die Bismarckallee 35/37 nach Berlin-Grunewald um, in die Villa der 1931 emigrierten jüdischen Kaufmannsfamilie Hartog Frank, direkt gegenüber der Grunewaldkirche. Villa und Grundstück waren von vornherein für Schulzwecke knapp bemessen, nur 270 Quadratmeter Wohnfläche hatte die Villa zu bieten. Für die Schüler hatte dies gegenüber den Verhältnissen im Eichkamp erhebliche Beschränkungen ihrer bis dahin großen Freiheiten zur Folge.
Zu dieser Zeit bestand die Schülerschaft zu etwa fünfzig Prozent aus Kindern jüdischer Eltern, zu etwa fünfundzwanzig Prozent aus Kindern mit einem jüdischen Elternteil (in Nazi-Diktion war das Kind in diesen Fällen ein „jüdischer Mischling 1. Grades“) und zu weiteren rund fünfundzwanzig Prozent aus Kindern mit nichtjüdischen Eltern.
Durch die 1. Verordnung zum Gesetz gegen die Überfüllung deutscher Schulen und Hochschulen vom 25. April 1933 wurde die Zahl der Neuaufnahmen jüdischer Schüler an öffentlichen höheren Schulen (und Hochschulen) limitiert. Jüdische Schüler und Lehrkräfte wurden an den staatlichen Schulen generell ausgegrenzt, wodurch insbesondere Schulanfänger und jüngere Schüler stark betroffen waren, denn sie konnten dem für sie unbegreiflichen Geschehen noch nichts entgegensetzen. Eltern versuchten daher, ihre Kinder vor derart traumatischen Erfahrungen zu schützen, indem sie sie auf jüdische Schulen schickten, von denen es jedoch zunächst nicht genug gab bzw. deren Kapazität zunächst nicht ausreichte.
Die von den Nationalsozialisten als „arisch“ klassifizierten Schüler mussten die Schule auf Anordnung der Schulbehörde bis Ostern 1934 verlassen und sich in staatlichen Schulen anmelden. Die Schule musste aufgrund ihrer jüdischen Betreiberin als Private Jüdische Waldschule Kaliski neu firmieren und durfte demgemäß nur noch Schüler und Lehrer jüdischer Herkunft aufnehmen bzw. beschäftigen. Ende 1934 wurden rund 100 Schüler an der Waldschule Kaliski unterrichtet.
Die Unterrichtsinhalte veränderten sich, um den Anfeindungen von außen, denen die Schüler täglich ausgesetzt waren, ein identitätsstiftendes Element entgegensetzen zu können. Die zumeist aus säkularen oder zum Christentum konvertierten Familien stammenden deutschen Schüler jüdischer Herkunft sollten sich nun mit dem Judentum und jüdischen Festen auseinandersetzen. Der erhaltene Stundenplan einer Obertertia (Jahrgangsstufe 9) der Waldschule Kaliski von 1938 zeigt eine sehr ausgefüllte Unterrichtswoche der etwa 14- bis 15-jährigen Schüler von morgens 8:15 Uhr bis abends 18:00 Uhr, mit Mittags- und Kaffeepausen. Nur der Samstagnachmittag und der Sonntag waren frei.
Vor dem Hintergrund einer möglichen Emigration der Schüler und ihrer Familien wurde später das Fach Palästinakunde eingeführt. Der Spracherwerb gewann an Bedeutung, Englisch und Hebräisch standen jetzt im Fokus, aber auch der Erwerb praktischer Alltagsfähigkeiten rund um die Haushaltsführung.

### Dahlem, Im Dol 2–6

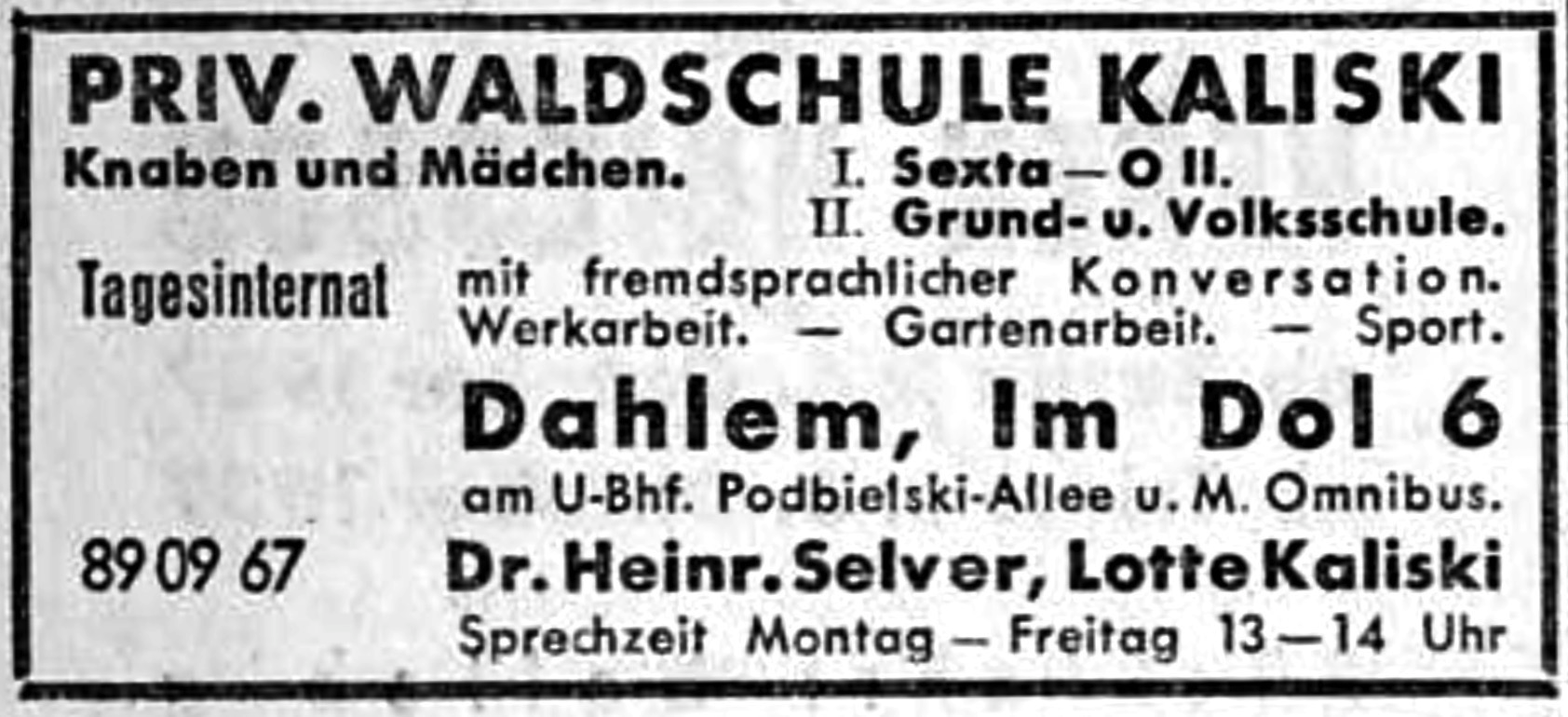
Werbliches Inserat für die Waldschule Kaliski in Berlin-Dahlem, 1937

1936 erfolgte ein weiterer Umzug der Waldschule Kaliski nach Berlin-Dahlem, in die Straße Im Dol 2–6. Auslöser für diesen letzten Umzug war der ab 1934 zunehmend aktive Widerstand „arischer“ Grundstücksnachbarn gegen die „Judenschule“. Die deshalb und wegen der weitaus größeren Nutzfläche neu angemietete großbürgerliche Villa Im Dol 2–6 stand gerade leer, ihre jüdischen Besitzer, ein Ehepaar Valentin, waren bereits ins Ausland emigriert. Die Waldschule entwickelte sich im Dritten Reich zu einem Schutzraum in einer als zunehmend feindlich empfundenen Umwelt. Dabei half das relativ abgeschirmte Ambiente: Hohe Bäume und dichte Büsche charakterisierten den weitläufigen Garten, es gab sogar ein Schwimmbecken darin. 1938 besuchten mehr als 400 Schüler die Waldschule Kaliski.
Lotte Kaliski gelang im Spätsommer 1938 die Emigration in die Vereinigten Staaten. Sie hat Deutschland bis zu ihrem Tod nie mehr besucht. Ihr Vater Max Kaliski wurde von den Nazis deportiert und kam am 1. September 1942 im Ghetto Theresienstadt um.
In der Pogromnacht vom 9. November 1938 blieb die Schule von nationalsozialistischen Übergriffen verschont.
Einem Runderlass des Reichsministers für Wissenschaft, Erziehung und Volksbildung, Bernhard Rust, vom 15. November 1938 zufolge wurden sämtliche jüdischen Schüler infolge des Pogroms von den staatlichen Schulen verwiesen. Dadurch stieg die Schülerzahl der Privaten Jüdischen Waldschule Kaliski noch einmal an, auf bis zu 600 Schüler.
Im März 1939 musste die Schule auf Anordnung der Nationalsozialisten schließen.

## Nachnutzung
Unmittelbar darauf übernahm das Auswärtige Amt das Schulgelände und richtete unter Minister Joachim von Ribbentrop zwischen 1939 und 1945 auf dem Grundstück Im Dol 2–6 eine Nachrichtenzentrale mit Sende- und Empfangsstationen sowie Neubauten für „Sonderaufgaben“ ein, darunter eine Chiffrier- und Dechiffrierstation mit dem Decknamen „Pers Z“, auch genannt „Sonderdienst Dahlem“.
1949 richtete der Phoniater Hermann Gutzmann jr. in den Bunkerräumen der ehemaligen Nachrichtenzentrale seine privat finanzierte „Zentralstelle für Sprachgestörte“ ein. 1951 übernahm der Bezirk Charlottenburg die Zentralstelle als städtische Einrichtung, die dem Krankenhaus Westend angegliedert wurde. 1958 erfolgte die Übernahme als Universitäts-Poliklinik für Stimm- und Sprachkranke (PSSK) durch die FU. 1961 wurde dort die erste Lehranstalt für Logopäden durch Gutzmann gegründet. Mit dem Bau des Klinikum Benjamin Franklin zog die PSSK in das Klinikgebäude an die Klingsorstraße, die Lehranstalt blieb bis in die Mitte der 1990er-Jahre in Dahlem, sie wurde dann zusammen mit der erneut umgesiedelten PSSK im ehemaligen US-Militärkrankenhaus an der Fabeckstraße untergebracht.
Heute ist die Adresse Sitz der Eurasien-Abteilung des Deutschen Archäologischen Instituts. Als Bundesanstalt ist deren oberster Dienstherr das Auswärtige Amt. Eigentümerin der Liegenschaft ist die Bundesanstalt für Immobilienaufgaben (BImA), in Nachfolge der per 1. Januar 2005 aufgelösten Oberfinanzdirektion Berlin. Auf dem ehemaligen Schulgelände Bismarckallee 35/37 befindet sich heute der Neubaukomplex einer Einrichtung der Seniorenpflege.

## Erinnerungen
Am 18. April 2001 wurde am Grundstück Im Dol 2–6 in Berlin-Dahlem in Anwesenheit ehemaliger Schüler eine privat initiierte und finanzierte Gedenktafel enthüllt. Ihr Text lautet: „Auf diesem Grundstück befand sich von 1936 bis 1939 die private jüdische Waldschule Kaliski. Ausgeschlossen aus den öffentlichen Schulen, fanden hier viele jüdische Schüler und Lehrer eine letzte Möglichkeit zu lernen und zu lehren. Im März 1939 musste die Schule zwangsweise schließen. Schüler und Lehrer flüchteten in alle Teile der Welt. 39 Schüler wurden Opfer der Shoah.“
An die Private Waldschule Kaliski wird auch in der Dauerausstellung des Jüdischen Museums Berlin erinnert. Dort hängt neben dem oben schon gezeigten Bild vom ehemaligen Dahlemer Schulgebäude auch ein von einer Schülerin gestalteter Stundenplan aus dem Jahre 1938.

## Bekannte Schüler
Werner Fölling hat eine Liste mit 542 Namen veröffentlicht, die mit wenigen Ausnahmen alle Schülerinnen und Schüler enthält, die die PriWaKi ein Jahr oder länger besucht haben (Quellenstand November 1991). Die Liste enthält neben Namen, Vornamen und (in den meisten Fällen) Geburtsdatum auch Informationen darüber, wer Opfer des Holocaust wurde und wer emigrieren konnte. Fölling geht von 39 Holocaust-Opfern aus; bei 211 Personen war sicher, dass sie emigrieren konnten, Fölling vermutet jedoch, dass deren Anzahl mindestens doppelt so hoch ist.
Angesichts dieser großen Zahl von Schülerinnen und Schülern der PriWaKi ist es nur in wenigen Fällen möglich, auf Einzelschicksale einzugehen. Die nachfolgenden Links verweisen deshalb nur auf solche Personen, die in ihrem späteren Leben eine gewisse Bekanntheit erlangt haben oder deren Geschichte dokumentiert ist.
- Werner Michael Blumenthal, US-Finanzminister, Direktor Jüdisches Museum Berlin
- Peter T. Landsberg, Physiker und Mathematiker
- Kurt Löb (* 11. Januar 1926; † 2015) besuchte die PriWaKi, bevor die Familie 1939 nach Amsterdam floh. Kurt Löb war ein berühmter Buchillustrator.[28]
- Thomas Munderstein (* 5. Januar 1930 in Berlin; † 30. November 1941 in Riga-Rumbula) war der Großneffe des Gründers der Engelhardt Brauerei in Berlin, Ignatz Nacher. Munderstein wurde 1936 in der PriWaKi eingeschult und hatte ein enges Verhältnis zu seinen Lehrern Franz Mühlhauser und Ruth Ehrmann, die beide Deutschland rechtzeitig verlassen konnten, und in ihren privaten Unterlagen Briefe ihres Schülers Munderstein aufbewahrten. Thomas Mundersteins Vater Alfred konnte im Juni 1938 nach Argentinien ausreisen. Spätere Versuche scheiterten, seine Frau Margarete (* 29. Januar 1901 in Gleiwitz; † 30. November 1941 in Riga-Rumba) und seinen Sohn nachkommen zu lassen; die beiden wurden am 27. November 1941 von Berlin aus nach Riga deportiert und am 30. November im Wald von Rumbla Opfer der von der SS organisierten Massenerschießung.[29]
- Herbert Samuel (später: Shmuel) Kneller (* 24. Juni 1925), Direktor der Hebrew University High School in Jerusalem[30]
- Gunther S. Stent, Molekularbiologe, Neurowissenschaftler und Wissenschaftsphilosoph

## Lehrpersonal
Der Schulgründerin Lotte Kaliski widmete Hertha Luise Busemann ein ausführliches Porträt in der Insel der Geborgenheit.

### Schulleiter
- 1932 – Juni 1938 Heinrich Selver (geboren als Hersch Laib Zelwer 1901 in Błaszki; † September 1957 in Paris)[32]
- Juli 1938 – März 1939 Paul Abraham Jacob (* 10. Juli 1893 in Berlin; † 1965 in Israel)[33]
 Paul Abraham Jacob stammte aus einer assimilierten jüdischen Familie; sein Vater war Kaufmann, mütterlicherseits existierte ein Landgut und eine Samengroßhandlung in Quedlinburg.[34]
 Paul Jacob besuchte das Französische Gymnasium Berlin und erhielt hier am 18. März 1912 das Reifezeugnis. Vom Sommersemester 1912 an studierte er in Berlin Deutsch, Französisch und Philosophie. Das Studium wurde unterbrochen durch seinen Militärdienst. Als „Einjährig-Freiwilliger“ tat er vom 1. Oktober 1913 bis zum 1. August 1914 in Erlangen Dienst beim „10. bayr. Feldartillerieregiment“, um anschließend an Feldzügen und Fronteinsätzen teilzunehmen. Ende 1918 wurde, versehen mit einigen militärischen Auszeichnungen, er als Leutnant der Reserve demobilisiert.[35]
 Nach dem Militärdienst setzte Paul Jacob sein Studium in Berlin fort und schloss es 1921 Mit Auszeichnung ab. Außerdem wurde er am 13. August 1921 mit einer Dissertation über das Thema Die novellistische Einlage im deutschen Prosaroman und ihre ausländischen Vorbilder[36] zum „Dr. phil.“ promoviert. Ab 1. Januar 1922 unterrichtete er an der „Oberrealabteilung“ der Hohenzollernschule, der heutigen Gustav-Langenscheidt-Schule in Berlin-Schöneberg. Am 1. Februar 1922 wurde er auf die Preußische Verfassung vereidigt und am 15. März 1922 auf die Reichsverfassung. Seine feste Anstellung im höheren Schuldienst Preußens und damit verbunden seine Beschäftigung als Studienrat am Dorotheen-Lyzeum, dem heutigen Alexander-von-Humboldt-Gymnasium in Berlin-Köpenick, erfolgte zum 1. Oktober 1926. Für den 2. November 1926 vermerkt die Akte die Geburt eines Kindes. Danach folgte nur noch ein Eintrag, und der befand sich auf der ersten Seite ganz oben: „1. 10. 33 Ruhestand BBG“. Im Klartext: Der Vermerk über seine Entlassung aus dem Staatsdienst aufgrund des Gesetzes zur Wiederherstellung des Berufsbeamtentums.[35]
 Nicht in der Akte vermerkt ist, dass Paul Jacob 1929 zunächst als Austauschlehrer nach Paris und dann als Lektor an die Universität in Lille ging. Hier in Frankreich muss er die Nachricht von seiner Entlassung erhalten haben, doch er kehrte im April 1934 nach Deutschland zurück und arbeitete fortan an der PriWaKi. 1934 heiratete er eine ehemalige Schülerin.[34]
 In der Nachfolge von Heinrich Selver übernahm Paul Jacob im Juli 1938 die Schulleitung der PriWaKi. Er baute noch eine Palästinagruppe an der Schule auf, die 1939 in das von Siegfried Lehmann gegründete Kinder- und Jugenddorf Ben Shemen auswanderte. Im September 1939 emigrierten auch Paul und Franziska Jacob. Er lernte zunächst intensiv Hebräisch und übernahm dann die Schulleitung in dem Kinder- und Jugenddorf Meir Shefayah (auch Meir Shfeya) zwischen Haifa und dem südlicher gelegenen Chadera. Jacob verfolgte hier ein ausgeprägtes und anerkanntes künstlerisch-pädagogisches Konzept, das auf Kunst und Theater in der sozialtherapeutischen Arbeit setzte. Er starb 1965.[34]

### Lehrerinnen und Lehrer
Die nachfolgende Aufzählung stützt sich auf die biographischen Skizzen von Werner Fölling.

#### Das nicht-jüdische Lehrpersonal
„Von den nicht-jüdischen Lehrerinnen und Lehrern wissen wir nur wenig, da sie bereits 1934 die PriWaKi verlassen hatten und der Kontakt spätestens nach einigen Jahren endgültig abgebrochen ist.“
- Anneliese Herrmann war als junge Kunst- und Handarbeitslehrerin in der Gründungsphase an der PriWaKi. Die Personalkarte für Lehrerinnen im BBF-Archiv enthält nur wenige Angaben über sie: Geboren am 30. April 1912, evangelisch, Zweite Lehrerprüfung vermutlich („einstweilig“) am 1. April 1938 und seit 1. April 1937 an einer Schule in Zeitz tätig.[38]
- Herr Kunze war ebenfalls in der Gründungsphase kurz an der PriWaKi tätig. Er sei verhaftet worden und in einem KZ umgekommen, doch gibt es dazu keine belastbaren Informationen.
- Max Rackwitz war von 1933 bis 1934 als Sport- und Gymnastiklehrer tätig; er soll ein von einer Universität entlassener Sport- und Bewegungstherapeut gewesen sein, der später als Privatlehrer tätig gewesen sei. Das BBF-Archiv kennt zwar einen Dr. Max Rackwitz, doch passt der weder von seinem Alter (* 19. Mai 1858) noch von seinen Studienfächern (Geschichte, Latein, Griechisch) zu den von Fölling gemachten Angaben.[39] Ein Sportlehrer Max Rackwitz in der Joachim-Friedrich-Str. 4 in Berlin-Wilmersdorf ist dagegen im Berliner Adressbuch von 1933 vermerkt.[40]

#### Das jüdische Lehrpersonal
- Frieda Alt. Ihre Personal-Karte für Lehrerinnen enthält nur wenige Einträge: Geboren am 19. Februar 1908, jüdisch, Erste Lehrerprüfung am 5. Mai 1929 an der Pädagogischen Akademie in Frankfurt am Main, seit Ostern 1930 an einer Volksschule am Prenzlauer Berg in Berlin angestellt und vermutlich am 29. August 1933 entlassen.[41]
- Alfred Cohn (* 25. Juni 1897 in Breslau – 1976 in Israel). Nach dem Personalblatt A für (Ober)-Studien-Direktoren, (Ober)-Studienräte, Studienassessoren und Studienreferendare wurde er in Breslau geboren, wo er am 17. März 1915 das Abitur ablegte. Mir Unterbrechung durch einen eineinhalbjährigen Militärdienst studierte er hier auch und legte, wiederum in Breslau, die 1 wissenschaftliche Prüfung für das Lehramt in den Fächern Latein, Griechisch und Philosophie mit der Note „Gut“ ab. Am Johannesgymnasium Breslau, an dem er seine Schulzeit verbracht hatte, absolvierte er auch seinen Vorbereitungsdienst, den er am 5. März 1923 mit dem Prädikat „Mit Auszeichnung bestanden“ abschloss. Am 1. April 1923 wurde er vom Land Preußen als Lehrer eingestellt. Wiederum an seiner alten Schule wirkte er zunächst als Studienassessor, bevor er dort vom 1. April 1930 bis zum 20. März 1934 als Studienrat tätig sein konnte.[42]
 Fölling charakterisiert ihn als einen ambivalenten Charakter: „Obwohl er seit 1910 Mitglied des KJV (Jüdisch-zionistische Studentenverbindung) war, blieb er eher ein theoretischer Zionist. Er war ein ausgeprägt ästhetischer Mensch, der zwar eine linke Einstellung, dabei aber eine sehr bürgerliche Mentalität und Lebensweise hatte.“[43]
 Nach seiner Entlassung aus dem staatlichen Schuldienst unterrichtete Cohn drei Jahre an einem neu gegründeten jüdischen Gymnasium, bevor er 1937 nach Berlin ging und Lehrer an der PriWaKi wurde. Hier schied er 1939 wieder aus und wurde vom April an für ein halbes Jahr Leiter des Hachschara-Zentrums Schniebinchen.
 Mit einem sehr spät erteilten Einwanderungs-Zertifikat konnte Cohn Anfang 1940 über England nach Palästina emigrieren. Die nächsten zwei Jahre benutzte er zur Weiterbildung und vor allem zur Erlernung der hebräischen Sprache. Ab 1943/1944 arbeitete er in einem Kinderheim bei Pardes Hanna, bevor er nach Tel Aviv ging, um an einem Gymnasium zu unterrichten. Er kam in Kontakt mit der links-zionistischen Kibbuzvereinigung Kibbutz HaArtzi (Landeskibbuzverband) und wechselte an deren Lehrerakademie in Oranim bei Haifa, wo er seine berufliche Laufbahn beendete.[43]
- Ruth Ehrmann, seit 1940 verheiratet mit dem deutschstämmigen chilenischen Bildhauer Tótila Albert Schneider,[44] (* 21. Mai 1909; † 7. Juni 1984 in Santiago de Chile), wird von Fölling dem „Inneren Zirkel“ der PriWaKi zugerechnet, der die Verantwortung für die Grundschulkinder oblag. Zusätzlich habe sie in der Mittelschule Englisch und Sport unterrichtet.[45] Weiter Angaben zu ihr sind bei Fölling ungenau oder fehlen, weshalb hier auf ihre vom Max-Planck-Institut für Wissenschaftsgeschichte (MPIWG) veröffentlichten biographischen Daten zurückgegriffen werden soll: Sie wurde 1933 am englischen Seminar der Universität Basel mit der allerdings erst 1937 veröffentlichten Dissertation George Bernard Shaw und der viktorianische Sozialismus promoviert.[46] In einem Brief vom 19. September 1938 an ihren bereits ausgewanderten Kollegen Lewinski (siehe unten) schreibt Käthe Fränkel (siehe nachfolgender Abschnitt), dass das „Frl. Ehrmann […] gestern das Affidavit für Amerika“ erhalten habe.[47] Warum sie davon nicht unmittelbar Gebrauch machte, ist nicht bekannt. Sie gelangte vielmehr erst 1939 mit einem „domestic permit“, einer Einreiseerlaubnis für Haushaltshilfen, nach Großbritannien. Ruth Ehrmann fand Arbeit an einem Mädcheninternat in Bristol und heiratete 1940 ihren Tótila Albert, der 1939 ebenfalls Berlin verlassen hatte. Noch im selben Jahr zogen die beiden in Tótila Alberts Heimat Chile; Ruth wurde Lehrerin an einer englischen Schule in Santiago de Chile.[48]
- Käthe Fraenkel kommt bei Werner Fölling nur auf einem von ihm abgedruckten „Fragebogen für höhere Schulen“ aus dem Jahre 1938 vor, in dem sie als „Oberschullehrerin“ geführt wird.[49] In der Archivdatenbank der Bibliothek für Bildungsgeschichtliche Forschung gibt es eine „Personal-Karte für Lehrerinnen“ nach der eine Käte Fränkel, geboren am 22. Mai 1895, am 4. Februar 1914 die Erste Lehrerprüfung abgelegt hat und am 11. März 1915 die Zweite, beides am Oberlyzeum in Berlin-Lichterfelde. Seit dem Dezember 1924 unterrichtete sie an der 15. Gemeinschaftsschule in Berlin-Neukölln und wurde am 8. August 1927 endgültig als Lehrerin im Volksschuldienst eingestellt. Am 1. Januar 1934 erfolgte ihre Entlassung nach § 3 BBG.[50]
 Zu dieser Käthe Fränkel passt aufgrund des übereinstimmenden Geburtsdatums der Eintrag in der Liste der Stolpersteine in Berlin-Friedenau: „Käthe Fränkel wurde am 22. Mai 1895 in Landsberg/Warthe in eine jüdische Familie geboren. Sie heiratete den Juristen Otto Ewarth, der in Berlin Erster Staatsanwalt wurde. Er wurde 1935 in den Ruhestand versetzt. Otto und Käthe Ewarth zogen am 1. Februar 1940 in die Stierstraße 19. Am 29. Januar 1943 wurde sie zusammen mit ihrem Mann nach Auschwitz deportiert und dort zu einem unbekannten Zeitpunkt ermordet.“ In den Untersuchungen von Werner Fölling kommt sie, abgesehen von dem schon erwähnten Fragebogen, nur mit einem Brief vom 19. September 1938 an ihren bereits ausgewanderten Kollegen Lewinski (siehe unten) vor, in dem sie über die Situation der PriWaKi berichtet.[51]
- Julius Goldberg wird auf dem bei Werner Fölling abgedruckten „Fragebogen für höhere Schulen“ als Musiklehrer mit 12 Stunden Unterrichtsverpflichtung geführt, der fest an der Theodor-Herzl-Schule[52] angestellt sei.[49] Belastbare Informationen über ihn sind rar. Es gab einen Musiklehrer Julius Goldberg an der Jawne in Köln.[53] und aus der Mitte der 1930er Jahre gibt es im Jüdischen Gemeindeblatt für Rheinland und Westfalen mehrere Artikel, in denen über Veranstaltungen berichtet wird, die Julius Goldberg musikalisch begleitet hat. In der Ausgaben des Gemeindeblatts vom 1. Juli 1938 findet sich dann auch die Vermählungsanzeige von Julius Goldberg mit Fanny Sperling; es ist eine Berliner Adresse angegeben (Cuxhavener Str. 13) und das Datum vom 3. Juli 1938.[54] Das legt die Vermutung nahe, dass Julius Goldberg seinen Wohnsitz von Köln nach Berlin verlegt hatte, um auch hier, wie an der Jawne, als Musiklehrer zu arbeiten.
 Ob Julius und Fanny Goldberg die Zeit des Nationalsozialismus überlebt haben, ist ungewiss. Im Gedenkbuch Opfer der Verfolgung der Juden unter der nationalsozialistischen Gewaltherrschaft in Deutschland 1933–1945 finden sich vier Einträge zu dem Namen Julius Goldberg. Am ehesten passend könnte der Eintrag zu dem am 24. Februar 1896 in Berlin geborenen und in Berlin-Wilmersdorf wohnhaften Julius Goldberg. Für ihn ist eine Inhaftierung im KZ Sachsenhausen bis zum 13. Dezember 1938 vermerkt, was ein Hinweis auf die Verhaftungswelle nach dem Novemberpogrome 1938 sein könnte. Nach der Freilassung gelang ihm im Mai 1939 die Flucht nach Belgien, wo er 1940 vom deutschen Truppeneinmarsch überrascht wurde. Es folgte am 10./15. Mai 1940 die Deportation ins Internierungslager Saint-Cyprien (Pyrénées-Orientales) und von dort aus am 10. August 1942 der Transport über das Sammellager Drancy nach Auschwitz.[55]
- Frieda Gossmann hatte nach dem „Fragebogen für höhere Schulen“ den Status einer „Studienrätin im Ruhestand“ (St.R.i.R.), was nach dem damaligen Sprachgebrauch auf eine Entlassung aus dem Schuldienst aufgrund des Gesetzes zur Wiederherstellung des Berufsbeamtentums hinweist. 1938 war sie mit drei Unterrichtsstunden als Turn- und Sportlehrerin an der PriWaKi tätig.[49] Weitergehende Informationen über sie sind nicht vorhanden, doch lässt sich ihr möglicherweise eine Denkschrift über die Sophienschule in Berlin zurechnen.[56]
- Willy Gottfeld war Mittelschullehrer für Geschichte, Erdkunde und Sport. Die Holocaust Survivors and Victims Database des USHMM kennt einen am 30. Dezember 1909 geborenen Willy Gottfeld mit früherem Wohnsitz Berlin, der am 29. September 1944 in Auschwitz verstorben ist.[57] Letzteres stimmt überein mit den wenigen Hinweisen bei Fölling.
- Herbert Hecht stammte aus einer kinderreichen jüdischen Familie aus Beuthen. Der Vater war Kaufmann, die Mutter Hausfrau. Herbert war das älteste Kind der Familie.[58] Die nachfolgenden Angabe gehen auf Werner Fölling zurück, der keine Geburts- oder Sterbedaten nennt.[59] Demnach besuchte Hecht eine jüdische Grundschule und danach das Gymnasium in Beuthen. 1930 machte er das Abitur und begann danach eine Drogistenausbildung als Vorstufe zum Beruf des Apothekers. Der Apotheker, bei dem er arbeitete, wanderte 1936 nach Palästina aus, was Herbert Hecht zu einer beruflichen Neuorientierung zwang. Er bewarb sich darum, als Zehnkämpfer an den Olympischen Sommerspielen 1936 teilzunehmen, bekam aber keine Chance und begann ein Studium in Stuttgart. Fölling spricht ohne genauere Angaben von „einer Sporthochschule in Stuttgart“, was auf das 1935 gegründete Institut für Sport- und Bewegungswissenschaft hinweisen könnte.[60] Hecht bestand nach nur einem Jahr die Abschlussprüfung und ging als Turn- und Zeichenlehrer an die Theodor-Herzl-Schule in Berlin.[61] Ab 1937 unterrichtete er auch mit einem Teildeputat an der PriWaKi: Sport, Praktische Übungen, Werkarbeit und Unterricht im Rahmen der Palästina-Vorbereitung.
 Herbert Hecht schlug ein Angebot zur Auswanderung nach Chile aus und emigrierte illegal über Holland nach Palästina. Er wollte eigentlich ins Kinder- und Jugenddorf Ben Shemen, doch da dort keine Stelle für ihn frei war, ging er erst als Hausmeister und dann als Erzieher ins Kinderheim „Kiriat Bialik“. Was Fölling damit meint, war das Kinderheim „Ahava“ (Liebe) in Kirjat Bialik nordöstlich von Haifa. Dieses Heim ging zurück auf ein Berliner Waisenhaus, das zwischen 1934 und 1938 unter der Leitung von Beate Berger nach Palästina auswandern konnte. Leiter dieser Einrichtung wurde 1941 Hugo Rosenthal.
 Fölling lässt offen, wie lange Herbert Hecht, der den Namen Chaim Hadar angenommen hatte, in Kirjat Biali blieb, weist aber darauf hin, dass er noch nach Pardes Hanna gewechselt sei und dort bis zu seiner Pensionierung als Lehrer gearbeitet habe.
- Edwin Heinrich wurde laut dem Personalblatt B für Oberschullehrer und nichtakademisch gebildete Kandidaten an Höheren Lehranstalten am 8. August 1905 in Berlin geboren und besuchte vom Oktober 1911 bis Ostern 1924 hier das Askanische Gymnasium. Er studierte vom Wintersemester 1924/1925 bis zum Wintersemester 1928/1929 in Berlin (dazwischen ein Jahr in Heidelberg). Als bestandene Prüfungen sind Turnen, Schwimmen und Rudern vermerkt. Von Oktober 1926 bis Oktober 1930 absolvierte er den Vorbereitungsdienst am Staatlichen Prinz-Heinrichs-Gymnasium in Berlin-Schöneberg, wo er ab 1. Oktober 1930 als Oberschullehrer festangestellt wurde. Auch seine Akte trägt den Vermerk: „1. 9. 33 Ruhestand BBG“.[62] Fölling beschreibt ihn als einen guten Organisator, der Mathematik, Physik und Sport unterrichtet habe. Vermutlich 1937 sei er in die USA ausgewandert und habe ab 1938 an der McDonogh-School gearbeitet, was möglicherweise auf eine Schule in Owing Mills in Maryland, einem Vorort von Baltimore, hinweist.[63]
- Alice Hirschfeld (verheiratete Hardley) war Studienrätin für Englisch und Französisch und unterrichtete von 1933 bis 1939 an der PriWaKi. Sie wanderte danach nach England aus, wo sie weiterhin als Lehrerin tätig war.[64]
 Mehr Informationen zu ihrer Vorgeschichte offenbart das „Personalblatt A für Direktoren, Wissenschaftliche Lehrer und Kandidaten des höheren Lehramtes“: Geboren wurde Alice Auguste Hirschfeld am 2. Februar 1891 in Berlin. Als Religion ist „evangelisch“ vermerkt. Sie bestand 1910 das „Lehrerinnenexamen für höhere Mädchenschulen“ und absolvierte von Ostern 1914 bis August 1919 ein Studium in Berlin. Am 29. Juni 1920 erfolgte die erste Prüfung in Englisch, Deutsch und Französisch und am 10. Juni 1921 die Assessor-Prüfung an der Staatlichen Elisabethenschule Berlin. Das Personalblatt gibt auch Auskunft über weitere Qualifikationen und Erfahrungen, so über eine zweijährige Tätigkeit als Spiel- und Volkstanzlehrerin in Göteborg (1909–1911), eine langjährige Tätigkeit (1912–1916, 1917–1920) an einer privaten höheren Mädchenschule parallel zur universitären Ausbildung und eine Tätigkeit als wissenschaftliche Lehrerin. Am 1. Juli 1921 wurde Alice Hirschfeld preußische Angestellte, am 30. August 1924 wird sie als Beamtin vereidigt und am 1. August 1927 erfolgt ihre Festanstellung als Studienrätin im höheren Schuldienst am „Lyzeum I und Studienanstalt“ in Berlin-Neukölln. Der vermutlich letzte Eintrag befindet sich am Kopf der ersten Seite des Personalblatts: „1. 12. 33 Ruhestand BBG“, Entlassung also aufgrund des Gesetzes zur Wiederherstellung des Berufsbeamtentums.[65]
 Werner Fölling zählt Alice Hirschfeld zu den jüdischen Lehrerinnen der PriWaKi, was zunächst einen Widerspruch zu dem Religionseintrag auf dem Personalblatt nahelegt. Die Entlassung aus dem Staatsdienst aufgrund des BBG legt jedoch nahe, dass sie aus einer zum Protestantismus konvertierten jüdischen Familie stammte. Nur als Jüdin durfte sie zudem noch an der PriWaKi unterrichten.
- Erwin Jospe (* 21. April 1907 in Breslau; † Januar 1983 in Israel)[66]
- Elisabeth Kann wird von Fölling nur nebenbei als Sportlehrerin erwähnt; die Archivdatenbank der Bibliothek für Bildungsgeschichtliche Forschung enthält über sie keine Daten.
- Fritz Kost (* 4. Juni 1904 (1910) in Berlin; † 11. November 1999 in Israel)[67] stammt aus einer ostgalizischen Familie mit österreichischer Staatsbürgerschaft, die 1901 nach Berlin zog. Die ursprünglich strenggläubige Familie assimilierte sich allmählich, und der VAter betrieb in Berlin ein Geschäft mit Schmuckfedern.[68]
 Nach Fölling hat Kost schon als Schüler sich stark zu Palästina hingezogen gefühlt, aber dennoch zunächst „eine typisch deutsch-jüdische Karriere“ angestrebt. Er besuchte das Gymnasium und studierte anschließend in Heidelberg Jura. Das Studium schloss er mit dem Ersten Staatsexamen und einer Promotion ab. Seine 1934 veröffentlichte Dissertation trug den Titel Vertragsrecht und Satzungsrecht bei der Interessengemeinschaft[69]
 In Heidelberg lernte Kost Grete Wolf (* 23. März 1908; † 12. Juni 1993)[70] kennen, seine spätere Frau. Sie war ebenfalls Juristin, aus jüdischer Familie stammend und eine Schülerin von Gustav Radbruch.[71] Beide konnten noch in Berlin ein Referendariat beginnen, wurden dann aber nach der Machtergreifung entlassen.[68]
 Kost war seit 1919 Mitglied im zionistischen Jugendbund Blau-Weiß und verfügte über sehr gute Hebräisch-Kenntnisse. Letztere befähigten ihn, nach seiner Entlassung aus dem Referendariat zusätzlich zu seiner Beschäftigung als freiberuflicher Hausverwalter einige Jahre lang Hebräisch an der PriWaKi zu unterrichten. Fölling bezeichnet dies als „Hobby aufgrund jüdisch-zionistischer Einstellung“, dem aber der richtige Erfolg versagt blieb: „Trotz guter Vorbereitung fand er aber die Resonanz bei den Kindern enttäuschen. Gerade in den ersten Jahren war er mit seiner zionistischen Position noch ein Außenseiter unter den Lehrern.“[68]
 Kosts Eltern waren bereits 1933 nach Palästina gegangen. Er und seine Frau blieben noch, versuchten aber, eine Hachschara-Ausbildung im Landwerk Neuendorf zu absolvieren. Weil die Arbeitsbedingungen zu hart waren, brachen sie die Ausbildung ab, doch Kost unterrichtete weiter Hebräisch auf dem Gut. 1937 entschlossen sich die Kosts zur Auswanderung und gelangten Anfang 1938 nach Palästina. Kost, der sich nun Efraim Severin Simcha nannte, fand sofort Arbeit als freiberuflicher Hausverwalter.[68] Im Datensatz der Deutschen Nationalbibliothek zu seiner Dissertation wird er in Verbindung gebracht zur Eitan Berglas School of Economics an der Universität Tel Aviv. Dieser Hinweis führt jedoch nur zu den Friends of the Eitan Berglas School of Economics, zu denen auch Kost Levary & Forer gehört, die in Tel Aviv ansässige Wirtschaftsprüfungsgesellschaft Kost Levary & Forer, ein Unternehmen im Verbund von Ernst & Young.[72] Belege dafür, dass der Namensbestandteil Kost eine Verbindung zu Fritz Kost beinhaltet, der ja seinen Namen zudem hebräisiert hatte, lassen sich nicht finden.
- Ludwig Kuttner (* 9. April 1908 in Frankfurt am Main;[73] † nach dem 15. April 1943 in Auschwitz[74]) war der Sohn der von Moritz Kuttner (* 4. April 1878 in Bellersheim, wohnhaft in Frankfurt am Main, in den 1940er Jahren nach einem unbekannten Ort deportiert) und dessen Ehefrau Bella, geborene Steierman (* 15. April 1882 in Frankfurt am Main, dort auch wohnhaft, wie ihr Mann an einen unbekannten Ort deportiert).[75]
 Kuttner wurden starke jüdische Bindungen nachgesagt.[74]
 Im Sommer 1939 wechselte Ludwig Kuttner zusammen mit seiner Familie ins Hachschara-Zentrum Schniebinchen, wo er unterrichtete und sich an der Weiterbildung von Gruppenleitern beteiligte. Nach Alfred Cohns Ausscheiden dort (siehe oben) wurde er im September 1939 zusammen mit Fanny Bergas Leiter der Einrichtung.[76] Zum 31. Juli 1941 musste Schniebinchen auf behördliche Anordnung hin aufgelöst werden. Aus der Umschichtung wurde nun amtlich verordneter Arbeitseinsatz in einem Arbeitslager. Ludwig Kuttner und seine Familie, Fanny Bergas und eine Gruppe von Jugendlichen kamen in ein Lager in Paderborn.[76][77]
 Fölling berichtet, dass Kuttner auch unter den erschwerten Bedingungen in Paderborn dafür gesorgt habe, „daß keine geistige Verwahrlosung bei den Kindern und Jugendlichen einsetzte“ und deshalb Lesungen und Theatervorführungen organisierte. 1943 jedoch wurde die Gruppe nach Auschwitz deportiert, wobei den Jugendlichen offenbar verborgen war, was Ziel und Zweck ihrer Reise sein sollte: „Von den Lehrern, also auch von Kuttner, bekam jeder der etwa einhundert Mitglieder (davon etwa ein Drittel weiblich) den Auftrag, ein Reclam-Klassiker-Heftchen einzustecken, damit man im neuen Lager wieder eine kleine Bibliothek aufbauen könnte. Am 1. März 1943 erfolgte der mehrtägige Abtransport nach Auschwitz in einem Viehwaggon. In Auschwitz wurden Männer und Frauen (mit Kindern) getrennt. Entweder wurden Frau Kuttner und die Kinder Michael und Uri gleich in die Gaskammer getrieben, oder sie kamen erst in das Frauenlager und starben später.“[74]
 Ludwig Kuttner blieb zunächst am Leben. Er wurde zur Zwangsarbeit in die Buna-Werke abkommandiert, wo er jedoch bald erkrankte. Er kam in ein Krankenlager und kam nach dem 15. April 1943 zu Tode. Ob er infolge seiner Erkrankung verstarb oder vergast wurde, ist nicht bekannt.[74]
- Hilde Laubhard war nach dem „Fragebogen für höhere Schulen“ als „Oberschullehrerin i. R.“ an der PriWaKi tätig. Ein Zusatz weist sie als „Lyzealoberlehrer“ aus.[49] Der Zusatz „i. R.“ kann auch bei ihr als Hinweis auf ihre Entlassung aus dem Schuldienst aufgrund des Gesetzes zur Wiederherstellung des Berufsbeamtentums gedeutet werden.
- Julius Lewin wird im „Fragebogen für höhere Schulen“ als Zeichenlehrer geführt.[49] Die Archivdatenbank der Bibliothek für Bildungsgeschichtliche Forschung enthält nur einen Eintrag über einen am 10. Juli 1899 geborenen Erich Julius Lewin. Nach dessen Personal-Karte für Lehrer hatte dieser am 21. Februar 1919 in Schweidnitz die Erste Lehrerprüfung abgelegt und am 27. Mai 1922 in Waldenburg-Altwasser die Zweite. Wo er danach unterrichtet hat, ist nicht vermerkt, nur dass er am 1. Oktober 1927 endgültig zum Volksschuldienst angestellt worden sei. Er hat vom 24. bis 30. November 1931 in Breslau die Mittelschullehrerprüfung abgelegt, unter anderem in Mathematik und Physik, und sich zuvor schon, am 8. Januar 1927, in Breslau für Arbeiten in der Jugendpflege qualifiziert.
 Seit dem 1. Dezember 1931 war er an einer Schule in Woitsdorf im Landkreis Oels beschäftigt. Am 1. Januar 1934 wurde er nach § 3 des Gesetzes zur Wiederherstellung des Berufsbeamtentums entlassen.[78][79]
- Wilhelm Lewinski (* 28. Dezember 1903 in Berlin-Heinersdorf − † 1. Dezember 1989 in Chicago), Dr. jur. und aus dem Staatsdienst entlassener Jurist, war der Leiter des Tagesinternats der PriWaKi. Er verließ die Schule kurz vor dem Jahresende 1937, wie aus einem Abschiedsschreiben von Schulleiter Heinrich Selver vom 30. Dezember 1937 hervorgeht.[80] Im Januar 1938 emigrierte er zusammen mit seiner hochschwangeren Frau nach Kolumbien und lebte fortan in Bogotá.
 In der Harvard University Library werden die Leon Trotsky exile papers aufbewahrt. In denen befindet sich ein Dokument mit dem Titel Lebenslauf des Dr. Wilhelm Lewinski [und Frau] vom 21. April 1938. Diese beiden Lebensläufe waren einem Brief Wilhelm Lewinskis beigefügt, mit dem er am 21. April 1938 von Bogotá aus Leo Trotzki in dessen mexikanischem Exil um Unterstützung bat. Er unternahm diesen Versuch nicht, „weil ich Sie bei Ihrer politischen Einstellung anrufen darf, sondern nur, weil ich glaube, dass ich an Ihre menschlichen Eigenschaften appellieren darf“. Er bezeichnet sich selber als „Sozialdemokrat und bis zuletzt sogar eifriger Befürworter der offiziellen Parteipolitik“, doch seine Situation in Kolumbien war für ihn so bedrückend, dass er sich trotzdem Hilfe von Trotzki erhoffte. Auf diesen Brief und die Lebensläufe stützt sich die nachfolgende Rekonstruktion von Lewinskis Leben.[81]
 Wilhelm Lewinskis Vater betrieb eine kleine Schweinemästerei und Seifensiederei, doch der Betrieb ging nach des Vaters 1915 erfolgter Einberufung zu Grunde, die Mutter verstarb 1918 an Unterernährung und der Vater kehrte als Schwerkriegsverletzter aus dem Ersten Weltkrieg zurück. Dank eines Stipendiums konnte Wilhelm Lewinski trotzdem das Abitur ablegen, aber ein danach begonnenes Jura-Studium musste er aus finanziellen Gründen aufgeben.[81]
 Lewinski begann am 1. August 1922 eine kaufmännische Ausbildung in einem Exportunternehmen und arbeitete dort auch nach dem Ende seiner Lehrzeit für weitere drei Jahre, zuletzt als Leiter der Versandabteilung. Parallel dazu besuchte er Abendvorlesungen über römisches Recht, Nationalökonomie und Finanzwirtschaft. Im März 1927 schloss er das Abendstudium an der Deutschen Hochschule für Politik mit einem Diplom ab. Betreuer seiner wissenschaftlichen Arbeit über „Die bessarabische Frage“ waren die Dozenten Georg Cleinow und Adolf Grabowsky.[81]
 Lewinski nahm nun das Jura-Studium wieder auf und legte 1930 das Referendar-Examen ab. Das Referendariat absolvierte er in verschiedenen juristischen Institutionen und auf eigenen Wunsch auch in der Kanzlei von Theodor Liebknecht. 1933 legte er das Zweite Staatsexamen ab und erlangte die Befähigung zum Richteramt. Zuvor war er bereits im Jahre 1932 in Leipzig mit einer Dissertation über Die Klassifikation der Rechtsbrecher nach der Preussischen Verordnung über den Strafvollzug in Stufen vom 7. Juni 1929.[82] promoviert worden. Lewinski führt die Beschäftigung mit dieser Thematik auf seine langjährige Arbeit in der politischen Jugendbewegung zurück: Bereits als Gymnasiast war er Mitglied der Sozialistischen Arbeiter-Jugend geworden, später Mitglied der Sozialistischen Studentengruppe in Berlin und Mitglied in der SPD. Seiner Dissertation lagen Studien in preußischen Jugendgefängnissen und Strafanstalten zu Grunde.[81]
 Die nationalsozialistische Machtergreifung verhinderte, dass er als Jude in den Staatsdienst eintreten konnte. Auch die Arbeit als freier Rechtsberater und Wirtschaftsprüfer wurde ihm bald verboten, und so blieb ihm bereits 1933 kein anderer Ausweg, als sich eine Beschäftigung in der jüdischen Jugendarbeit zu suchen. „Wegen meiner politischen Arbeit und antizionistischen Einstellung hatte ich dabei grosse Schwierigkeiten zu überwinden, ehe ich als Organisator, Hortner, Erzieher und Lehrer an Kinderhorten, Ferienkolonien mit Aussenspielplaetzen und zuletzt Privatschulen arbeiten durfte.“[81] Die PriWaKi, die demnach seinen letzten Engagements zuzurechnen ist, erwähnt er allerdings namentlich nicht, doch die wenigen Fundstellen bei Fölling legen nahe, dass er dort mehrere Jahre tätig war.
 Lewinski verweist in seinem Lebenslauf auf einen Aufenthalt an der Universität in Aarhus im Jahre 1932, bei dem er dort studiert und die dänische Sprache erlernt habe, und fährt fort: „Im Jahre 1937 wurde ich ploetzlich in eine Angelegenheit daraus verwickelt, die unsere beschleunigte Ausreise erforderlich machte.“[81] Was diese Angelegenheit war, präzisiert er nicht. Über die im Januar 1938 erfolgte Emigration finden sich jedoch einige Hinweise auf einer isländischen Webseite: Dort ist zu lesen, dass der „Sozialist und sogar Marxist“ Lewinski offenbar einige Zeit Unterschlupf bei einer Familie Olsen in Aarhus gefunden habe, von wo aus er versucht haben solle, nach Island oder den Färöer zu gelangen. Letztlich aber sei Lewinski nach Südamerika gegangen. Seine dänischen Unterstützer habe er um 1987 noch einmal von Chicago aus besucht.[83] Kurz nach ihrer Ankunft in Bogotá brachte sie am 20. Februar 1938 den gemeinsamen Sohn Joergen-Pedro zur Welt. Die jungen Eltern befanden sich zu diesem Zeitpunkt und auch zum Zeitpunkt des wenige Monate später geschriebenen Briefes an Trotzki in einer schwierigen Lage (Wilhelm Lewinski spricht von „groesstem Elend“): Sie hatten kein Geld und keine Verbindungen, Gertrud Lewinski hatte wegen des Klimas und der Höhenlage Herzprobleme und er hatte keine Arbeit. Hinzu kam: „Das hiesige juedische Komitee macht uns die groessten Schwierigkeiten, weil wir als Gegner des Zionismus uns bekannt haben. Im uebrigen scheint […] bei den Herren eine fuehlbare Abneigung gegen deutsche Juden zu bestehen.“[81]
 Lewinskis Hilferuf an Trotzki scheint erfolglos geblieben zu sein. Er und seine Familie lebten nämlich noch eine längere Zeit in Bogotá. Er hat sich politisch im Umfeld der kommunistisch dominierten Bewegung Freies Deutschland betätigt. Dies geht unter anderem aus einem Leserbrief hervor, der unter dem Titel Die Juden und der Antifaschismus in dem in Mexiko erschienen Organ Freies Deutschland (1944, Nr. 7, S. 26) abgedruckt ist.[84]
 Wann Wilhelm Lewinski in die USA einreisen konnte, ist nicht bekannt, auch nicht seine berufliche Betätigung dort. Ein ihm zurechenbarer Beitrag findet sich im Journal der American Bar Association vom Juni 1958. In einem dort veröffentlichten längeren Leserbrief unter dem Titel „Nazi Justice and German Lawyers“ wendet er sich gegen die in einem früheren Journal-Beitrag geäußerte Auffassung, dass die deutschen Juristen auch während der Dauer des Dritten Reichs ihren beruflichen Idealen gefolgt seien und in der Widerstandsbewegung eine Vorreiterrolle übernommen hätten. Dem hält er entgegen: „Als ehemaliger Jurist, der unter den demokratischen Gesetzen von Weimar und mit den klassischen Traditionen der deutschen Rechtsprechung ausgebildet wurde und der gezwungen war, seinen Beruf und sein Land aufzugeben, bin ich der Meinung, dass ein mehr an Forschung und eine bessere Kenntnis der Handlungen, Hintergründe und Motivationen der deutschen Juristen die edle Absicht des amerikanischen Autors nicht unterstützen.“[85] Lewinski thematisiert sehr kenntnisreich die Verstrickungen der deutschen Juristen in das Nazi-System und wendet sich deshalb gegen pauschale Reinwaschungsversuche in dem von ihm kritisierten Artikel: „Es wäre besser, jeden deutschen Juristen individuell nach seinen Verdiensten zu beurteilen, als ohne Fakten zu verallgemeinern.“[85]
 In den 1960er und frühen 1970er Jahren sind wiederholt Aufsätze unter dem Namen „Wilhelm Lewinski (Chicago)“ in der Zeitschrift für Politik veröffentlicht worden. Damit schließt sich der Kreis zu seinem schon erwähnten Lehrer Adolf Grabowsky, der Mitbegründer dieser Zeitschrift war. Wilhelm Lewinski starb am 1. Dezember 1989 in Chicago.
- Franz Mühlhauser[86] (* 26. März 1912 in Augsburg; † 28. April 1996 als Ephraim Millo in Israel)
 Werner Fölling kann zur Darstellung von Mühlhausers Biographie auf eine von diesem selbst verfasste und im vollen Wortlaut abgedruckte kurze Autobiographie zurückgreifen.[87] Die Eltern von Franz Mühlhauser waren der Bankierssohn Albert Mühlhauser aus Krumbach (Schwaben) und Marie Dreyfuss aus Speyer, Tochter des Textilfabrikanten Sigmund Dreyfuss. Das Ehepaar wohnte zunächst in Augsburg, wo am 21. November 1909 ihre erste Tochter, Stephanie, geboren wurde und 1912 Franz. Später folgten die Kinder Ernst und Klara. Ein Jahr nach der Geburt von Franz übersiedelte die Familie nach Speyer, wo Albert Mühlhauser zunächst Prokurist und bald danach Teilhaber der Kleiderfirma seines Schwiegervaters wurde.[88]
 Franz Mühlhauser besuchte in Speyer das Gymnasium am Kaiserdom,[88] wo er 1931 die Reifeprüfung bestand. Er studierte 3 Semester Jura in Heidelberg und anschließend 2 Semester in Leipzig, musste das Studium aber abbrechen, weil mittlerweile die nationalsozialistische Machtergreifung stattgefunden hatte und er als Jude vom Studium ausgeschlossen wurde.[87] Mühlhauser orientiert sich um und begann eine Ausbildung an der 1934 vom Preußischen Landesverband Jüdischer Gemeinden in Berlin gegründeten Volksschul-Lehrerbildungsanstalt.[89] Aufgrund seiner Vorbildung konnte er bereits nach zwei Jahren die Ausbildung Ende 1936 abschließen und erhielt am 17. Februar 1937 vom Schulrat des Bezirks Berlin-Wilmersdorf die zunächst bis zum 31. März 1938 befristete „Erlaubnis zur Erteilung von Unterricht in Grundschulfächern an einzelne jüdische Personen und Gruppen von 2 – 3 jüdischen Personen, in jüdischen Familien sowie an jüdischen Privatschulen“.[87]
 Während dieser Lehrerausbildung hatte Mühlhauser Erwin Jospe (siehe oben) kennengelernt, der an der Lehrerbildungsanstalt – wie auch an der PriWaKi – Msik unterrichtete. Auf dessen Empfehlung bewarb sich Mühlhauser an der PriWaKi: „Ich wurde angenommen und unterrichtete die unteren Klassen. Meine Neigung zur Musik, zum Zeichnen, Puppentheater, Sport kamen mir dort sehr zugute. Ich unterrichtete auch Musik und Sport in den oberen Klassen und arbeitete im Tagesinternat, beim Mittagessen, der Schulaufgabenüberwachung, Handwerksbeschäftigung und im Sport.“[87]
 Auch Franz Mühlhauser empfindet die PriWaKi noch als „Insel der Geborgenheit“, aber er beginnt Hebräisch zu lernen und nähert sich dem Zionismus. Er und seine Geschwister Stephanie und Ernst erhalten Affidavits für die USA, doch er schloss sich ihnen nicht an, verfolgte stattdessen den Plan, nach Palästina zu gehen. Den Schwierigkeiten mit den Einwanderungszertifikaten entkam er dadurch, dass 1938 auch ein Studentenzertifikat von der britischen Mandatsmacht eingeführt wurde, das ihm die Einreise zum Studium an der Hebräischen Universität Jerusalem erlaubte. Mühlhauser nutzte diese Chance[87] und betrat am 7. November 1938 in Haifa palästinensischen Boden.[88] Zum Studium fehlten ihm allerdings die finanziellen Mittel, und auch sein Plan, in Palästina eine Waldschule nach dem Vorbild der PriWaKi aufzubauen, konnte er nicht realisieren. Stattdessen hielt er sich, der sich nun Ephraim Millo nannte, „zuerst mit Blockflötenunterricht über Wasser, leitete dann ein Heim für Schwererziehbare, trat 1944 in den Bewährungshelferdienst der Mandatsregierung ein und wurde nach der Staatsgründung Abteilungsdirektor im Wohlfahrtsministerium. Nach einem Magisterstudium in den USA ging sein Weg in der Sozialadministration immer weiter aufwärts, bis er schließlich Chef der Familienfürsorge und der Wohlfahrtsämter in Israel war. 1976 ging er in den Ruhestand“.[87]
 Seine Eltern, Albert und Marie Mühlhauser, und seine Schwester Klara wurden im Oktober 1940 im Rahmen der Wagner-Bürckel-Aktion ins Camp de Gurs deportiert und dort interniert. Am 12. August 1942 wurden sie von Gurs aus über das Sammellager Drancy nach Auschwitz verbracht, wo sie ermordet wurden. Großvater Sigmund Dreyfuss, der mittlerweile in Wiesbaden lebte, wählte in Kenntnis seiner bevorstehenden Deportation in das Altersghetto in Theresienstadt am 26. August 1942 den Freitod.[88][90]
 Ephraim Millos Sohn Yoram Millo lebt in Jerusalem und arbeitet als Director of Photography (Chef-Kameramann) für Film und Fernsehen.[91] Er war unter anderem auch Kameramann bei der im Fernsehen gezeigten Dokumentation Meine Familie, die Nazis und ich (Hitler’s Children) des israelischen Regisseurs Chanoch Ze'evi über fünf Nachfahren führender NS-Verbrecher.[92][93]
 Seit dem 11. Mai 2018 liegen in Speyer Stolpersteine für die Familie Mühlhauser und erinnern an deren Schicksal. Einer dieser Stolpersteine ist Franz Mühlhauser gewidmet. Im Rahmen des Gedenkprojekts »Zachor Spira! Erinnere Dich, Speyer« war im November 2020 Franz Mühlhuasers Enkel Ori Millo anwesend und hielt einen Beitrag.[94]
- Annelotte Remak (* 15. Juli 1901 in Glogau; † 3. Januar 1994 in den USA, verheiratete Pels) war eins der drei Kinder von Else und Benno Remak.[95] Nach dem Personalblatt A für (Ober)-Studien-Direktoren, (Ober)-Studienräte, Studienassessoren und Studienreferendare war der Vater ein Arzt und Sanitätsrat.[96]
 Annelotte Remak legte am 13. Februar 1920 die Reifeprüfung an der Staatlichen Augusta-Schule in Breslau ab, einer Oberschule für Mädchen.[96][97] Zwischen dem Wintersemester 1920/21 und dem Sommersemester 1929 studierte sie in Berlin, Göttingen und Breslau und legte hier am 1. März 1930 die Erste Lehramtsprüfung in Mathematik und Physik und angewandter Mathematik ab. Ihr erstes Vorbereitungsjahr begann am 1. April 1930 am Johanneum in Liegnitz, und das zweite Vorbereitungsjahr verbrachte sie in Breslau, wo sie am 16. Februar 1933 mit der Note „genügend“ die Zweite Lehramtsprüfung bestand. Daten über ihre Verbeamtung finden sich nicht auf dem Personalblatt, doch ein schwer zu entziffender Eintrag am Kopf von dessen Seite 1 deutet darauf hin, dass Annelotte Remak am 7. April 1933 aufgrund des Berufsbeamtengesetzes nicht in den staatlichen Schuldienst übernommen wurde.[96] Gleiches widerfuhr offenbar auch ihrer sechs Jahre jüngeren Schwester, für die es ebenfalls ein Personalblatt in der BBF-Datenbank gibt.[98]
 Nach Werner Fölling kam Annelotte Remak 1938 als Mathematik- und Physiklehrerin an die PriWaKI; nach deren Schließung habe sie noch an einer Schule der Jüdischen Gemeinde unterrichtet. 1941 sei ihr wie durch ein Wunder die Flucht in die USA gelungen.[99] Die Datenbank von Ellis Island verzeichnet ihre Ankunft 1941 mit dem Schiff Navemar ohne genaues Datum.[100] Die Navemar war ein spanisches Handelsschiff, das am 30. Juli 1941 mit mehr als 1.000 jüdischen Flüchtlingen an Bord von Sevilla abfuhr. Es waren weit mehr Passagiere an Bord als für das Schiff zugelassen. Während der 48-tägigen Reise litten die Flüchtlinge unter Krankheit und Hunger; sechs Passagiere sind während der Überfahrt gestorben, einer starb nach der Ankunft in New York, wo die Navemar am 12. September 1941 ankam. Mehrere Hundert Passagiere haben nach der Ankunft Klage gegen die Reederei erhoben, viele von ihnen wurden von dem Rechtsanwalt Saul Sperling vertreten.[101]
 Ob Annelotte Remak ausgerechnet zu den Passagieren dieser Überfahrt zählte, lässt sich nicht mit letzter Sicherheit sagen. In den USA sei es ihr dann schwer gefallen, beruflichen Anschluss zu finden. Haupthindernis sei ihr ausgeprägter deutscher Akzent gewesen, der ihr statt einer Anstellung an einem College nur das Unterrichten an einem Gymnasium ermöglicht habe.[99]
- Ernst Salzberger wechselte 1937 von der PriWaKi an das Jüdische Landschulheim Herrlingen
- Olga Schiffmann wird im „Fragebogen für höhere Schulen“ von 1938 als „St.Ass.i.R.“ geführt, was auf ihre Entlassung aus dem staatlichen Schuldienst aufgrund des Gesetzes zur Wiederherstellung des Berufsbeamtentums verweist.[49] Weitere direkte Informationen über sie gibt es nicht, doch ist im Adressbuch von Berlin für das Jahr 1938 eine Dr. phil. Olga Schiffmann, Berlin-Steglitz, Grunewaldstr. 30 verzeichnet.[102] Dies wiederum führt zu einer philosophischen Dissertation im Katalog der Deutschen Nationalbibliothek (DNB) aus dem Jahr 1918: Über die Fortpflanzung von Gregarina blattarum und Gregarina cuneata.[103] Weitere von ihr und einem Co-Autor verfasste Publikationen weisen beide als Mitglieder des Physiologischen Instituts der Universität Halle aus.[104]
 Der nächste Hinweis auf Olga Schiffmann führt zum Gymnasium Lerchenfeld in Hamburg-Uhlenhorst. Auf der Homepage der Schule findet sich unter „Geschichte“ eine erste Erwähnung, nach der sie zu denen zählte, „die Glück hatten […], weil sie sich rechtzeitig zur Flucht entschieden“ hatten.[105] Von dort aus lässt sich aber auch ein weiteres Dokument öffnen, das mehr Einblicke gewährt. Olga Schiffmann war ab 1926 am Lerchenfeld als Klassenlehrerin sowie fachspezifisch als Biologielehrerin tätig. Sie wird dort als beliebt und sehr sozial engagiert beschrieben, die aber auch Distanz wahrte. Im August 1933 sei sie von einem auf den anderen Tag spurlos verschwunden; weder von Seiten der Schule, noch von Seiten der Familie habe es irgendwelche Erklärungen oder Hinweise auf ihren Verbleib gegeben.[106]
 Der Text spart die Jahre nach 1933 aus und suggeriert, Olga Schiffmann sei damals direkt ins Ausland gegangen. Dem war jedoch nicht so, denn wie schon gezeigt, zog sie nach Berlin und unterrichtete ab einem unbekannten Zeitpunkt an der PriWaKi. Ihre Flucht erfolgte erst nach 1938, denn da unterrichtete sie ja noch an der PriWaKi, und ist durch einen Eintrag in der Datenbank von Ellis Island belegt: Olga Schiffmann, 39 Jahre alt, reiste 1940 in die USA ein.[107]
 Um 1960 traf eine ehemalige Hamburger Schülerin Olga Schiffmann zufällig bei deren Besuch in Hamburg. Es kam zu einem Klassentreffen, bei dem Olga Schiffmann ihre Geschichte erzählte: „Sie war von Hamburg über Frankreich, die Schweiz und weitere Umwege in die USA geflohen und in den USA nach anfänglichen Sprachschwierigkeiten wieder Lehrerin geworden.“[106] Die Zwischenstation Berlin fehlt in dieser Erzählung.
- Annemarie Schwarz war eine Volksschullehrerin, die 1938 für acht Stunden in der Woche Turnen und Nadelarbeit an der PriWaKi unterrichtet hat.[49]
- Elisabeth Selver
- Josef Weinberg, 1938 als „St.Ass“ (Studienassessor) geführt,[49] wurde am 12. Oktober 1909 in Sulzbürg in der Oberpfalz geboren. Im Gedenkbuch Opfer der Verfolgung der Juden unter der nationalsozialistischen Gewaltherrschaft in Deutschland 1933–1945 wird er mit dem Wohnsitz Würzburg geführt. Er emigrierte nach Belgien, wo er verhaftet wurde. Vom SS-Sammellager Mechelen aus sollte er nach Auschwitz deportiert werden, doch starb er offenbar am 19. April 1943 noch im Sammellager Mechelen.[108] Weinbergs komplette Ahnentafel wird im Jüdischen Museum Berlin aufbewahrt.[109]
 Über Josef Weinbergs Ausbildung und Berufstätigkeit gibt es nur einen Hinweis, seine Dissertation über Die Algebra des Abū Kāmil Sogā ben Aslam.[110]

### Ausländisches Lehrpersonal
Nach Werner Fölling gab es zwei ausländische Lehrkräfte, die 1937 an die PRiWaKi kamen:
- Kinsey Jones, einen 1937 aus England herübergekommenen Quäker. Er wollte an der PriWaKi „im Rahmen der englischen Examensvorbereitung vor allem Mathematik und Physik in englischer Sprache unterrichten“.[111] Mehr ist über ihn nicht überliefert.
- Simon Maurice Plotnick (* 1915 in England; † 28. Dezember 1992 im White Plains Hospital in White Plains (New York)) kam nach Fölling zusammen mit Kinsey Jones an die PriWaKi. Nach der Schließung der PriWaKi ging Plotnick 1939 als Lehrer nach Bagdad und emigrierte von da aus 1940 in die USA.[111] Plotnick war ein Stipendiat der Cambridge University. Er schloss dort 1938 sein Studium mit einem Ehrendiplom in Mathematik ab und ging zunächst an die PriWaKi und dann nach Bagdad, um jüdische Jugendliche auf die britischen Hochschulzugangsprüfungen vorzubereiten.[112]
 Von Bagdad aus kam Plotnick 1940 als Wohnheimleiter an die Yeshiva University in New York und leitete später die Maimonides School in Brookline (Massachusetts) in der Nähe von Boston. Von 1948 an baute er eine jüdische Tagesschule in Mamaroneck auf. Plotnick, der sich als Headmaster in der britischen Tradition verstand, wollte „das Beste der britischen öffentlichen Schule mit dem Besten der aufgeklärten jüdischen Welt verbinden“.[112] Nachdem Plotnick 1982 in den Ruhestand gegangen war, wurde er zum außerordentlichen Professor für Mathematik an der Pace University ernannt.[112][113]

## Filme
- Ingrid Oppermann: Eine Villa in Dahlem – Auf den Spuren der Jüdischen Waldschule Kaliski, Länge: 60 Minuten, Produktion: Sender Freies Berlin, 1999.
- Ingrid Oppermann: Klassentreffen – eine jüdische Reformschule im Dritten Reich.